# Operation Gladio
Operation Gladio er en uformel betegnelse som omfatter NATO-kontrollerede paramilitære stay-behind-grupper i vestlige lande, styret af NATO og CIA.
Gladio (Italiensk, fra latin gladius, gladiatorens sværd) var angiveligt kodenavnet på en hemmelig italiensk antikommunistisk gruppe under den kolde krig, som er eller var en del af Operation Gladio.
Den danske gren af Operation Gladio var kendt under navnet Firmaet. Som en del af Gladio skulle Firmaet operere skjult selvom Danmark blev besat af en fjende.

## Baggrund
24. oktober 1990 afslørede den italienske premierminister Giulio Andreotti eksistensen af Gladio, en hemmelig paramilitær milits i Italien, hvis officielle mål var at udkæmpe en guerillakrig bag fjendens linjer i tilfælde af et angreb fra Warszawapagtlandene. Andreotti fortalte det italienske parlament, at NATO længe i det skjulte havde trænet partisaner til dette formål.
Ansporet af problemerne med at oprette partisanorganisationer i det besatte Europa under 2. verdenskrig, trænede og bevæbnede CIA, det britiske MI6 og NATO partisangrupper i de europæiske NATO-lande. Grupperne skulle udkæmpe en guerillakrig, hvis landene blev erobret. Operation Gladio foregik i alle NATO-landene og i flere neutrale lande (Østrig, Finland og Sverige) samt Schweitz, et af de lande der havde en parlamentarisk høring om emnet, og Spanien før indlemmelsen i NATO i 1982. Gladio blev først koordineret af Clandestine Committee of the Western Union (CCWU), der blev dannet i 1948. Efter dannelsen af NATO i 1949 blev CCWU integreret i Clandestine Planning Committee (CPC), der blev dannet i 1951, og styret af SHAPE, NATO's europæiske kommando.
Ifølge historikeren Daniele Ganser, der forsker i emnet, blev der i 1957 dannet endnu et hemmeligt kommandocenter, Allied Clandestine Committee (ACC), efter ordre fra NATO's øverstbefalende i Europa (SACEUR). Denne militære struktur gav en udpræget amerikansk kontrol med de hemmelige "stay-behind" netværk i Vesteuropa, fordi SACEUR traditionelt var en amerikansk general, der rapporterede til Pentagon.[kilde mangler] ACC's opgaver var at udvikle netværkenes kapacitet og organisering af baser i Storbritannien og USA. I krigstid skulle ACC planlægge "stay-behind" operationer i samarbejde med SHAPE. Ifølge den tidligere CIA chef William Colby var det "et omfattende program."

## Kontroverser
Belgien, Italien og Schweiz har holdt parlamentariske høringer om Gladio. [kilde mangler] En NATO talsmand nægtede 5. november 1990 ethvert kendskab til eller forbindelse til Gladio og har siden nægtet at kommentere sagen.
I Italien er Gladios paramilitære grupper blevet anklaget for at have udført dusinvis af terrorbombninger, der officielt blev tilskrevet venstreorienterede grupper som de Røde Brigader.[kilde mangler]
Formålet med terrorbombningerne var at standse det "historiske kompromis" mellem de italienske kristendemokrater og det italienske kommunistparti og forhindre kommunistiske bevægelser i Vesteuropa i at få magt. Det sande mål var at øge den amerikanske kontrol med Europa.
I 2000 konkluderede en rapport fra det italienske venstreparti "Gruppo Democratici di Sinistra l'Ulivo", at USA havde støttet spændingerne i Italien for at hindre kommunistpartiet i at få udøvende magt i landet. Den sagde desuden, at massakrer, bombeangreb og militære aktioner var blevet organiseret eller støttet af personer i den italienske stat og af personer, der kunne kobles til amerikanske efterretningstjenester.

## Gladio som konspirationsteori
Selv om der næppe er tvivl om, at der i Italien har eksisteret Gladio-grupper i en eller anden form, afviser langt de fleste faghistorikere, at Gladio skulle have nogen relation til NATO eller at Gladio-grupper har eksisteret udenfor Italien.
Daniele Ganser, forfatteren til NATOs Secret Armies anses for at være en konspirationsteoretiker, der bygger sin opfattelser på tvivlsom sekundær litteratur. Ganser er desuden kendt for at mene, at det var USA selv, der stod bag angrebene 11. september 2001.
Det er desuden kendetegnede for megen litteratur om Gladio, at det er forfattet eller har tilknytning til personer og organisationer på den yderste venstrefløj.
Den danske historiker Peer Henrik Hansen skrev i sin anmeldelse af Gansers bog i de internationale fagtidsskrifter International Journal of Intelligence and Counterintelligence og Journal of Intelligence History, at Gansers bog var "a journalistic book with a big spoonful of conspiracy theories" som "fails to present proof of and an in-depth explanation of the claimed conspiracy between USA, CIA, NATO and the European countries." Hansen kritiserede også Ganser for at blåstemple KGB-forfalskning FM 30-31B som værende ægte.
Professor Philip Davies fra Brunel Universitet skrev i sin anmeldelse, at bogen var "marred by imagined conspiracies, exaggerated notions of the scale and impact of covert activities, misunderstandings of the management and coordination of operations within and between national governments, and... an almost complete failure to place the actions and decisions in question in the appropriate historical context." Ifølge Davies var det centrale problem "that Ganser has not really undertaken the most basic necessary research to be able to discuss covert action and special operations effectively."
Den danske historiker Martin Kryhl Jensen skrev i 2013, at organisationen Absalon-gruppen  ikke som påstået af Ganser havde nogen relation til Gladio og/eller NATO, ligesom det okkupationsberedskab, som Forsvarets Efterretningstjeneste stod bag, var et rent dansk foretagende. Det blev ligeledes afvist, at de to NATO-organer Allied Clandestine Committee og Clandestine Planning Committee som nævnes af Ganser, overhovedet har eksisteret.